# Spręcowo
Spręcowo (dawniej niem. Spiegelberg) – wieś w Polsce położona w województwie warmińsko-mazurskim, w powiecie olsztyńskim, w gminie Dywity. W latach 1975–1998 miejscowość administracyjnie należała do województwa olsztyńskiego. Wieś znajduje się w historycznym regionie Warmia
We wsi znajduje się Dom Mniszek Bosych Zakonu Najświętszej Maryi Panny z Góry Karmel, podlegający parafii w Brąswałdzie. Wieś położona na północ od Olsztyna i Dywit, przy drodze z Olsztyna do Dobrego Miasta (nowa droga łukiem omija wieś). We wsi jest szkoła podstawowa, remiza strażacka, sklep spożywczy, warsztat samochodowy, wulkanizacja, zakład produkcji kotłów C.O. oraz zakład poligraficzny „Spręcograf”. Nazwa wsi jest pochodzenia pruskiego.
W roku 2021 w Spręcowie mieszkało 586 osób, z czego 50,5% mieszkańców stanowiły kobiety, a 49,5% mężczyźni.

## Historia
Wieś powstała w 1360 r., kiedy to dwaj Prusowie: Mikołaj i Hinczko Sprensen, otrzymali przywilej lokacyjny na 60 włók na prawie chełmińskim. W dokumencie lokacyjny nazwa wsi wymieniana jest jako Spigelber, natomiast w 1673 r. – „Spiegelberg alias Sprencowo”. Pierwotna nazwa nie przyjęła się. W 1820 pojawia się także polska nazwa – Sprynzowo, a w 1879 r. już obecna – Spręcowo. Nazwa wsi nawiązuje do nazwiska zasadźcy.
W 1517 r. Mikołaj Kopernik osadzał chłopów na opuszczonych włókach, po wojnach polsko-krzyżackich. Po wojnie 1519-1521 wieś ponownie opustoszała. W połowie XVI wieku wieś obejmowała 52 włóki, zasiedlone osadnikami z Mazowsza. W końcu XVIII w. we wsi było 38 domów. Na przełomie XVIII i XIX w. we wsi powstała szkoła. W 1825 r. nauczycielem w tej szkole był Andrzej Pieczewski. Do szkoły w tym czasie uczęszczało 40 dzieci, z których tylko jedno mówiło po niemiecku. Uczniowie umieli czytać i pisać po polsku. Pod koniec XIX w. Spręcowo obejmowało 1112 ha ziemi i było tu 119 domów z 602 mieszkańcami. W tym czasie we wsi mieszkali Polacy. W latach 1888–1891 funkcjonowała tu biblioteczka Towarzystwa Czytelni Ludowych. Bibliotekarzami byli: Jakub Junker (kowal) oraz Tadeusz Moric. Kolektorem tej czytelni był J. Dost.
W okresie międzywojennym działało w Spręcowie koło Związku Polaków w Niemczech. Do koła należeli: Piotr Heina, Antoni Luka, Joanna i Joachim Lukowie, Łucja Pieczkowska, Paweł Polakowski.
W 1993 r. we wsi mieszkało 295 osób (wliczając Pistki). Obecnie mieszka 513, a Spręcowo jest wsią sołecka.